# Unión Democrática de Centro
El Partido Popular Suizo o Unión Democrática de Centro (en alemán Schweizerische Volkspartei (SVP), en francés Union démocratique du centre (UDC), en italiano Unione Democratica di Centro, en romanche Partida Populara Svizra) es un partido político suizo. El partido es presidido desde el 23 de marzo de 2024 por Marcel Dettling. Actualmente se encuentra representado en el ejecutivo suizo con Albert Rösti y Guy Parmelin.

## Historia
El SVP nació el 22 de septiembre de 1971 a partir de la fusión del Partido de los Agricultores, Comerciantes e Independientes (BGB) (fundado en Zúrich en 1917 bajo el nombre de Partido de los Paisanos, renombrado en 1937 tras la constitución de un partido nacional a partir de las secciones de Zúrich y Berna y de dos partidos democráticos de la Suiza alemana (Glaris y los Grisones); gracias a esta filiación, el SVP/UDC ha sido y es en ocasiones aún llamado partido agrario. 
El partido participa en el gobierno desde 1929, primero bajo el nombre de BAP ("Bauern und Arbeiter Partei") y luego como SVP/UDC. El partido empezó a reforzarse desde principios de los años 1990 bajo el impulso de Christoph Blocher, que afirma querer hacer del UDC una fuerza reactiva. Su victoria en 1992 contra la adhesión de Suiza al Espacio Económico Europeo, un referéndum con un margen de participación excepcionalmente elevado, ha marcado la política suiza. 
El SVP/UDC se desarrolla en detrimento de los partidos tradicionales de derecha como el PRD, la formación más antigua de la Suiza moderna, y del PDC. El partido obtuvo el 11,1% de los votos en 1991, 15% en 1995, 22,5% en 1999, 26,6% en 2003 y 29% en 2007, lo que demuestra su neta progresión.

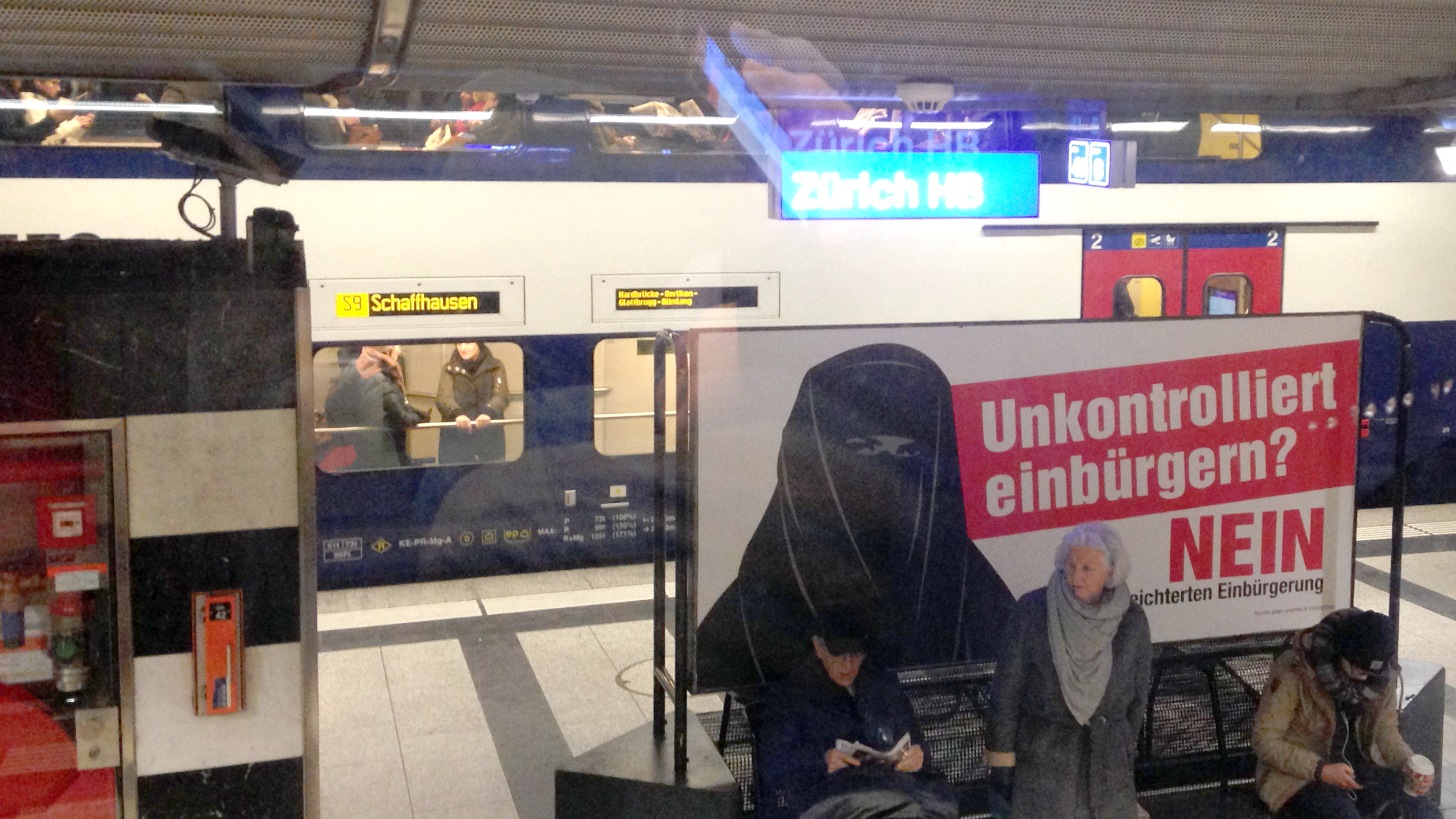
Cartel suizo contra el islam y la naturalización de los inmigrantes. Se pregunta: "¿Naturalizarse incontroladamente?" y se responde "NO"

Hasta principios de los años 2000, el SVP/UDC se desarrolló casi exclusivamente en los cantones de habla alemana. El ala campesina existente en Romandía seguía estable. A partir de las elecciones nacionales de 2003, el SVP ha venido progresando fuertemente en Romandía y en el resto del país. 
El 10 de diciembre de 2003, su líder y presidente Christoph Blocher fue elegido en el lugar de Ruth Metzler-Arnold del Partido Demócrata Cristiano, con lo que obtuvo un escaño en el Consejo Federal (ejecutivo suizo) desde el 1 de enero de 2004, donde ocupó el puesto de jefe del Departamento Federal de Justicia y Policía. Entonces el SVP dispuso de dos escaños en el Consejo Federal junto con el de Samuel Schmid.
Las elecciones federales de 2007 hicieron que el partido centrara su campaña alrededor de su consejero federal controvertido (Christoph Blocher). El SVP/UDC gana siete escaños en el Consejo Nacional (donde tiene 62 escaños de 200), con el  29% de votos, un resultado jamás obtenido por un partido suizo desde los radicales en 1920. Sin embargo, pierde un escaño en el Consejo de los Estados. Durante esta elección, Ueli Maurer, entonces presidente del partido y uno de los representantes del ala zuriquense (él mismo es de Zúrich), falla su entrada al Consejo de los Estados, pero conserva fácilmente su escaño en el Consejo Nacional. Tras la elección del Consejo Federal, el 12 de diciembre, Eveline Widmer-Schlumpf, que no era candidata para este puesto, es elegida en lugar de Christoph Blocher, gracias a una alianza entre el PSS, Los Verdes y el PDC. El 13 de diciembre, Eveline Widmer-Schlumpf confirma que tomará el escaño de Christoph Blocher. El partido anuncia al mismo tiempo que plantea entrar en una estrategia de política de oposición a nivel federal.
El 2 de junio de 2008, la dirección decide excluir la sección grisona del partido, tras la negativa de la sección cantonal a expulsar a Eveline Widmer-Schlumpf del partido. Los huérfanos de la sección grisona deciden entonces formar un nuevo partido: Partido Burgués Democrático, el cual acogerá cinco días más tarde a los disidentes berneses y glaroneses. Desde entonces el partido se encuentra sin representación directa en el Consejo Federal, aunque la situación debería cambiar con el retiro de Samuel Schmid y la elección de su remplazante.

## Posicionamiento político
La UDC tiene un ala más bien conservadora de la que forman parte los dos consejeros federales (Samuel Schmid y Evile Widmer-Schlumpf), y un ala nacionalista, antiguamente representada por Christoph Blocher. El ala conservadora, también llamada "ala campesina". El ala nacionalista, también llamada "ala zuriquense" (ala de Zúrich) porque Christoph Blocher y Ueli Maurer forman parte de ella y los dos son originarios del cantón de Zúrich, se ha apropiado de la mayor parte del debate político y tiende a suplantar la otra ala. La UDC es frecuentemente calificada por sus adversarios y por algunos periodistas como xenófoba. La UDC es también calificada como partido de extrema derecha, esencialmente en la parte de Suiza romanda y en el extranjero por los partidos de izquierda y una pequeña parte de la prensa, sindicatos, asociaciones antirracistas, etc. 

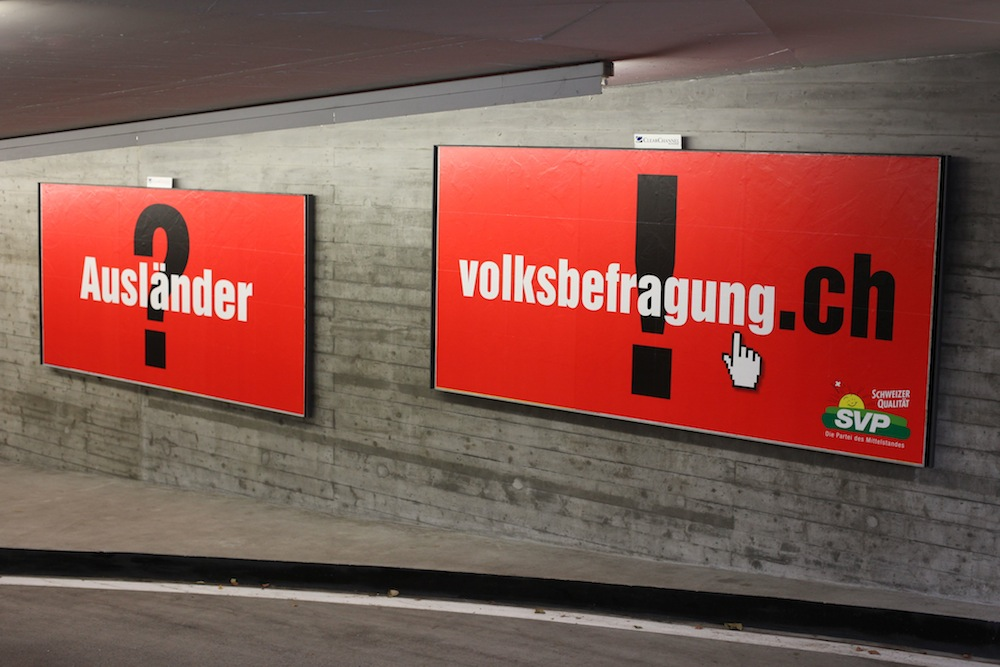
Carteles del SVP de 2010. En el de la izquierda se pregunta "¿Extranjeros?" y en el de la derecha se responde "¡Referéndum.ch!".

Entre los temas más evocados por la UDC se encuentran: la inmigración, la independencia nacional y la reducción del peso del Estado. Concerniente a la inmigración, la UDC lucha particularmente por endurecer las condiciones de obtención del asilo político: rechazo de demandas más eficaz, limitación de las ayudas sociales, ampliación de las medidas administrativas, etc. Son algunas de estas posiciones las que hacen que el partido sea tratado de xenófobo. 
Sus métodos de campaña, en las que varios carteles mostraban varias ovejas blancas eyectando una oveja negra, le valieron acusaciones de racismo. Entre otras cosas, el ministerio público del cantón del Valais pidió al juez cantonal que abriera un proceso por incitación al odio racial contra la UDC Valais, que publicó un afiche que ponía el eslogan "Utilisez vos têtes!" (Utilizad vuestra cabeza!), mientras que al fondo se podía apreciar una multitud de musulmanes inclinados delante del Palacio Federal. De manera general, mientras que los círculos liberales se opusieron a la norma antirracista, miembros de la UDC como Christoph Blocher (convencido por el presidente de la comunidad israelita de Zúrich), se pronunciaron inicialmente a favor de la norma antirracista, el artículo 261 bis del Código penal suizo que castiga la discriminación racial como la negación del crimen del genocidio. Luego, cuando se aclaró su aplicación, pidieron que la norma fuera abrogada o revisada en nombre de la libertad de expresión.
En cuanto a la independencia nacional, la UDC lucha contra los acercamientos con las organizaciones internacionales, principalmente la Unión Europea. También lucha por conservar la neutralidad militar, principalmente contra el envío de soldados suizos al extranjero. La UDC ha luchado con éxito contra la adhesión de Suiza al Espacio Económico Europeo, rechazada en un referéndum celebrado el 6 de diciembre de 1992. Esto le ha dado un lugar importante en el debate político nacional en cuanto a acuerdos internacionales se refiere. Sin embargo en 2002, su lucha contra la adhesión de Suiza a la Organización de Naciones Unidas falló. Esta posición aislacionista es generalmente llamada Alleingang.
En cuanto al Estado, la UDC se opone rotundamente a las políticas de inspiración socialista. El partido trata de terminar la mentalidad de tutela que llevaría los ciudadanos a ser dependientes del Estado. Además el partido se opone a las alzas de impuestos así como a nuevas tasas.

### Líneas políticas
- Conservación de la neutralidad.
  - No a la adhesión y colaboración de Suiza con la OTAN.
  - No a la adhesión de Suiza a la UE.
  - Contra la colaboración pronunciada con la ONU.
- Conservación del ejército suizo en su forma tradicional (ejército de milicias).
  - No a las misiones al extranjero (mantenimiento de la paz, en Kosovo por ejemplo).
- Conservación de la democracia directa.
- Contra los subsidios pagados a las familias para los gastos de las guarderías.
- Contra una política de asilo "mal controlada".
- Contra la naturalización automática de los extranjeros de la tercera generación.
- Seguridad interior reforzada (policía).
- Contra los subsidios mal determinados.
- Baja de impuestos y de los gastos del Estado.
- Por la mejora de la red de autopistas del país.
- Contra el abandono del transporte individual en beneficio del transporte público.
- Contra los narcóticos (contra la legalización del cannabis).
- Contra las críticas con respecto a la política suiza durante la Segunda Guerra Mundial.

## Miembros UDC en el Consejo Federal
| - Rudolf Gnägi (1971-1979) - Leon Schlumpf (1980-1987) - Adolf Ogi (1988-2000) - Samuel Schmid (2000-2008) - excluido del partido | - Christoph Blocher (2004-2007) - Eveline Widmer-Schlumpf (2008-2015) - excluida del partido - Ueli Maurer (2009-2022) - Guy Parmelin (2016-...) - Albert Rösti (2023-...) |

## Evolución de la representación en el Parlamento
| Año  | Votos        | %      | Consejo Nacional | +/-         | Consejo de los Estados | +/-         |
| ---- | ------------ | ------ | ---------------- | ----------- | ---------------------- | ----------- |
| 1971 | 220.487 (#4) | 11,1%  | 23/200           | 1a          | 5/44                   | 1a          |
| 1975 | 192.053 (#4) | 9,9%   | 21/200           | 2           | 5/44                   | Sin cambios |
| 1979 | 212.705 (#4) | 11,6%  | 23/200           | 2           | 5/46                   | Sin cambios |
| 1983 | 217.166 (#4) | 11,1%  | 23/200           | Sin cambios | 5/46                   | Sin cambios |
| 1987 | 213.253 (#4) | 11,0%  | 25/200           | 2           | 4/46                   | 1           |
| 1991 | 243.268 (#4) | 11,9%  | 25/200           | Sin cambios | 4/46                   | Sin cambios |
| 1995 | 283.902 (#4) | 14,9%  | 29/200           | 4           | 5/46                   | 1           |
| 1999 | 440.159 (#1) | 22,6%  | 44/200           | 15          | 7/46                   | 2           |
| 2003 | 560.750 (#1) | 26,7%  | 55/200           | 11          | 8/46                   | 1           |
| 2007 | 672.562 (#1) | 28,9%  | 62/200           | 7           | 7/46                   | 1           |
| 2011 | 648.675 (#1) | 26,6%  | 54/200           | 8           | 5/46                   | 2           |
| 2015 | 740.967 (#1) | 29,4%  | 65/200           | 11          | 5/46                   | Sin cambios |
| 2019 | 620.343 (#1) | 25,59% | 53/200           | 12          | 6/46                   | 1           |
| 2023 | 714.448 (#1) | 27,97% | 62/200           | 9           | 6/46                   | Sin cambios |

a Respecto a la suma de los resultados del Partido de los Agricultores, Comerciantes e Independientes y Grupo Sociopolítico.